# Posavski Bregi
Posavski Bregi – wieś w Chorwacji, w żupanii zagrzebskiej, w mieście Ivanić-Grad. W 2011 roku liczyła 816 mieszkańców.